# Cmentarz katolicki św. Stanisława w Bydgoszczy
Cmentarz św. Stanisława w Bydgoszczy – cmentarz katolicki w Bydgoszczy.

## Lokalizacja
Cmentarz znajduje się na osiedlu Siernieczek, na terenie znajdującym się w rozwidleniu ulic: Kaplicznej i Fordońskiej. Od południowego wschodu przylega do niego kościół parafialny wraz z plebanią.

## Historia
Powstanie cmentarza wiąże się z budową w latach 1923–1925 kościoła św. Stanisława Biskupa i Męczennika (do 1927 r. pod wezwaniem Świętej Rodziny). Na terenie przykościelnym założono cmentarz, który należał podobnie jak świątynia, do parafii farnej.
1 października 1946 r. dekretem ks. kard. Augusta Hlonda przy kościele powstała samodzielna parafia, która rozpoczęła użytkowanie nekropolii jako cmentarza parafialnego. 
W 1994 r. proboszcz parafii ks. Narcyz Wojnowski dokonał powiększenia cmentarza, poprzez zakup terenu położonego między północną granicą cmentarza a ul. Fordońską. W 1995 r. świątynia oraz stara cześć cmentarza zostały wpisane do rejestru zabytków.

## Charakterystyka
Cmentarz zajmuje powierzchnię 2,5 ha. Na jego terenie pochowanych jest ok. 3 tys. osób.
Pośrodku cmentarza znajduje się betonowy krzyż oraz murowana kaplica przedpogrzebowa.

## Zasłużeni
Na cmentarzu pochowany jest m.in. budowniczy i inicjator powstania świątyni Stanisław Cichosławski, a także Jacek Majewski (1966–2006) – muzyk, perkusista, współzałożyciel klubu „Mózg” (1994) współtwórca nowego gatunku muzyki jazzowej – yassu oraz ks. kanonik Konrad Hildebrand - proboszcz parafii w latach 1974-1993.

## Galeria

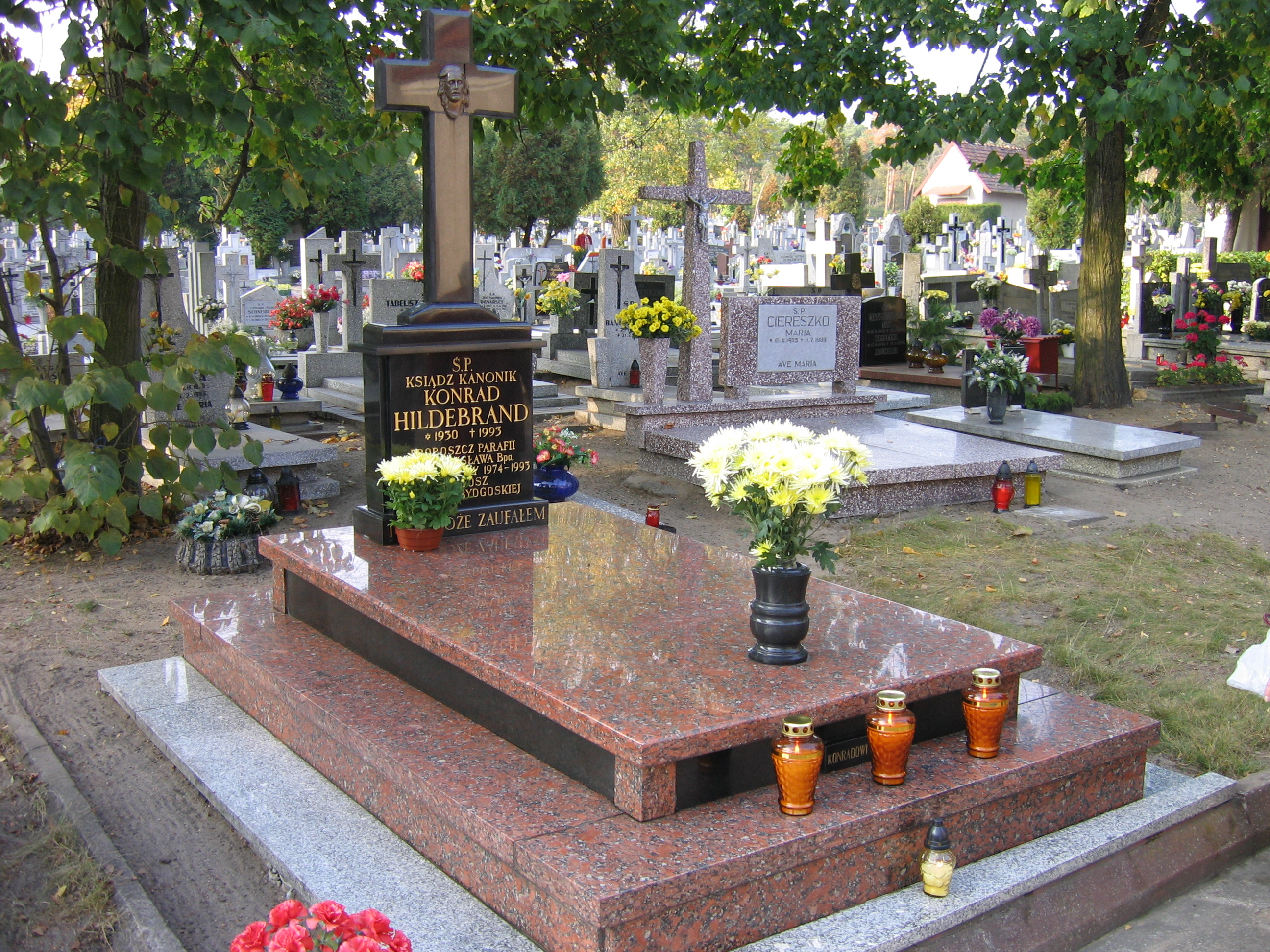
Grób ks. kanonika Konrada Hildebranda - wieloletniego proboszcza parafii św. Stanisława Biskupa w Bydgoszczy
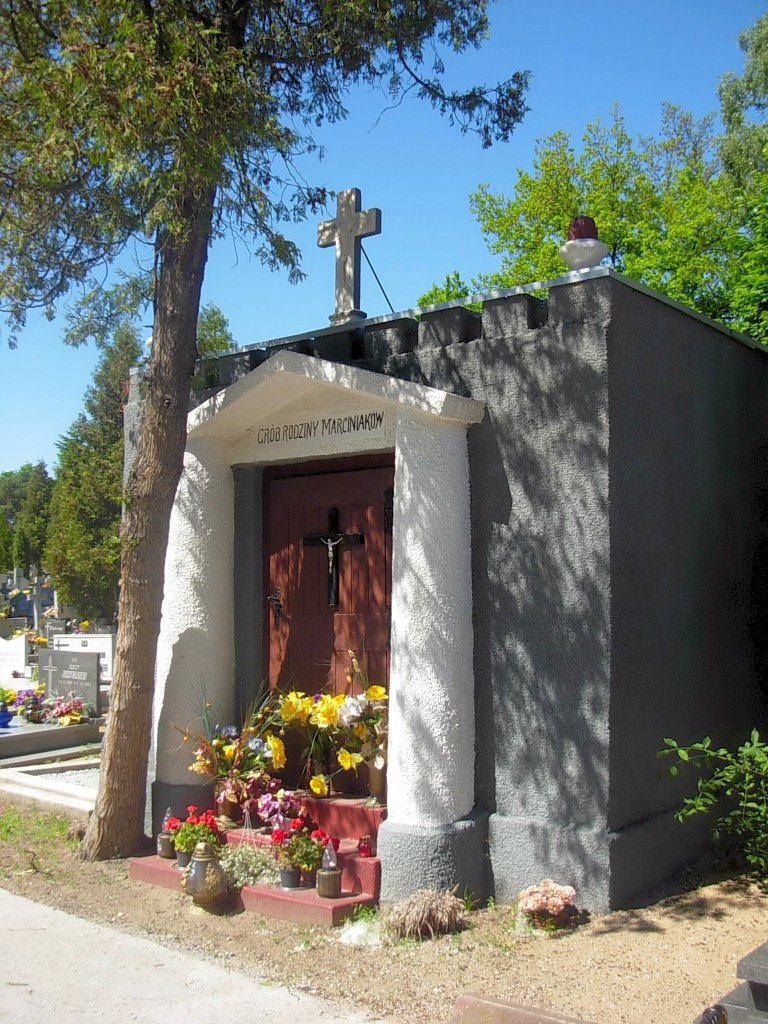
Zabytkowy grób rodzinny
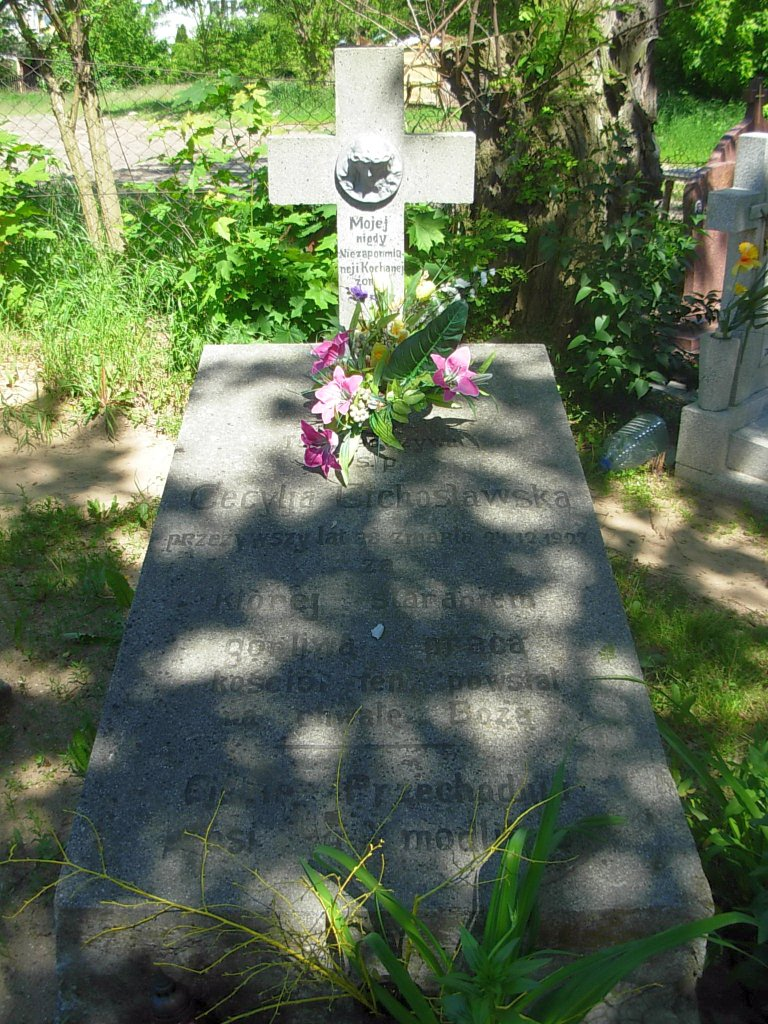
Nagrobek Cecylii Cichosławskiej - jednej z inicjatorek powstania kościoła, parafii i cmentarza
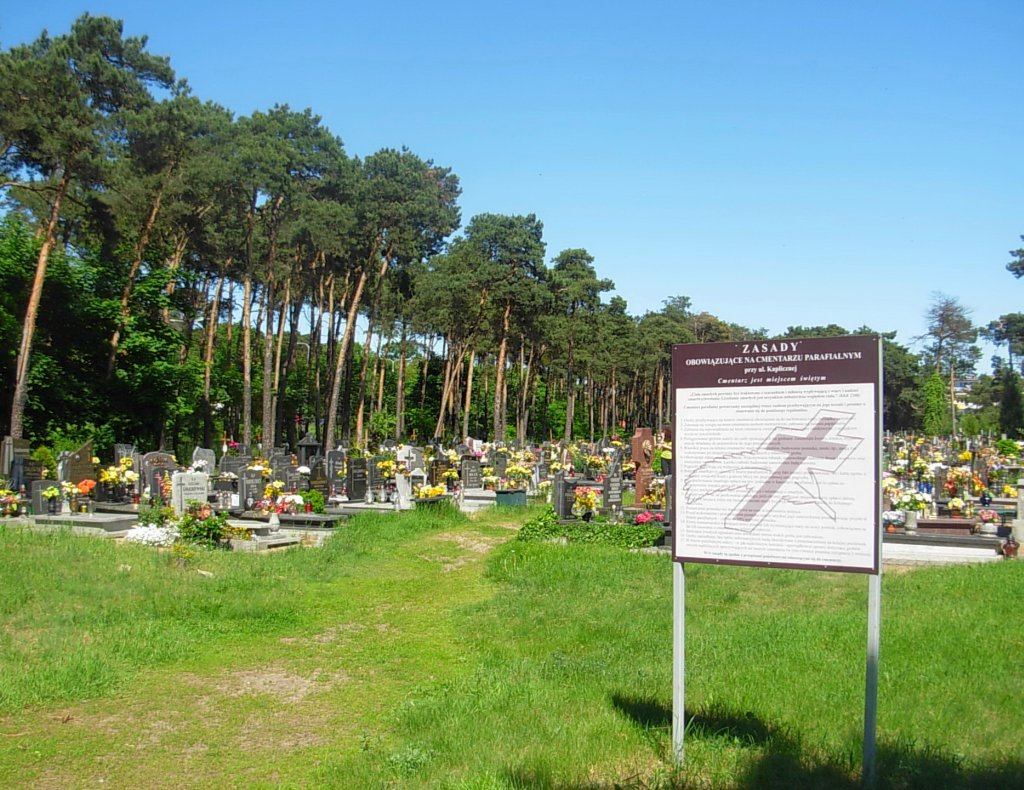
Cmentarz sąsiaduje z zagajnikami leśnymi